# دایکی کاشو
دایکی کاشو (انگلیسی: Daiki Kasho؛ زادهٔ ۲ نوامبر ۱۹۷۶) آهنگساز، تنظیم، موسیقی‌دان اهل ژاپن است.